# Pristin V
Pristin V (hangul: 프리스틴 V) foi a primeira sub-unidade do grupo feminino sul-coreano Pristin. Ela era composta por cinco integrantes: Nayoung, Roa, Eunwoo, Rena e Kyulkyung. Sua estreia oficial ocorreu em 28 de maio de 2018 com o lançamento do single-álbum Like a V	 com a faixa-principal "Get It".

## Biografia

### 2018–presente: Estreia comLike a V
Em 17 de maio de 2018, a Pledis Entertainment anunciou que o Pristin iria estrear uma sub-unidade. As integrantes foram reveladas através de teasers intitulados "Find out the V", um evento off-line onde "materiais misteriosos, como peças de quebra-cabeça com marcas de 'V' nele por 5 vezes junto com a data e os personagens" foram postados. Cada peça do quebra-cabeça levou os fãs a cinco estações de metrô diferentes: estação Ga-yang, estação Sindorim, estação Soo-won, estação Gangnam e estação da Universidade Konkuk, onde uma integrante da sub-unidade seria revelada. Logo depois, teasers individuais e de grupo começaram a ser lançados, junto com o título de seu single de estréia, "Like a V". Soon after both individual and group teasers began to be released, along with the title of their debut single album "Like a V".

## Integrantes
- Nayoung (나영)[5][6]
- Roa (로아)
- Eunwoo (은우)
- Rena (레나)
- Kyulkyung (결경)[7]

## Discografia

### Single-álbuns
| Título   | Detalhes | Melhores posições nas paradas | Melhores posições nas paradas | Vendas      |
| Título   | Detalhes | KOR                           | TW                            | Vendas      |
| -------- | --- | ----------------------------- | ----------------------------- | ----------- |
| Like a V | - Lançamento: 28 de maio de 2018 - Gravadoras: Pledis Entertainment, Kakao M - Formatos: CD, download digital Lista de faixas 1. "네 멋대로" ("Get It") 2. "Spotlight" | 5                             | 18                            | - : 18,301+ |

### Singles
| Título                                                                                   | Ano  | Melhores posições nas paradas | Melhores posições nas paradas | Álbum    |
| Título                                                                                   | Ano  | KOR                           | US World                      | Álbum    |
| ---------------------------------------------------------------------------------------- | ---- | ----------------------------- | ----------------------------- | -------- |
| "Get It" (네 멋대로)                                                                     | 2018 | —                             | 6                             | Like a V |
| "—" indica lançamentos que não figuraram nas paradas ou não foram lançados nessa região. |      |                               |                               |          |

## Filmografia

### Videoclipes
| Ano  | Título               | Diretor(s) | Ref. |
| ---- | -------------------- | ---------- | ---- |
| 2018 | "Get It" (네 멋대로) |            |      |